# لو يو (كاتب)
لو يو Lu Yu (733 - 804) كاتب صيني.

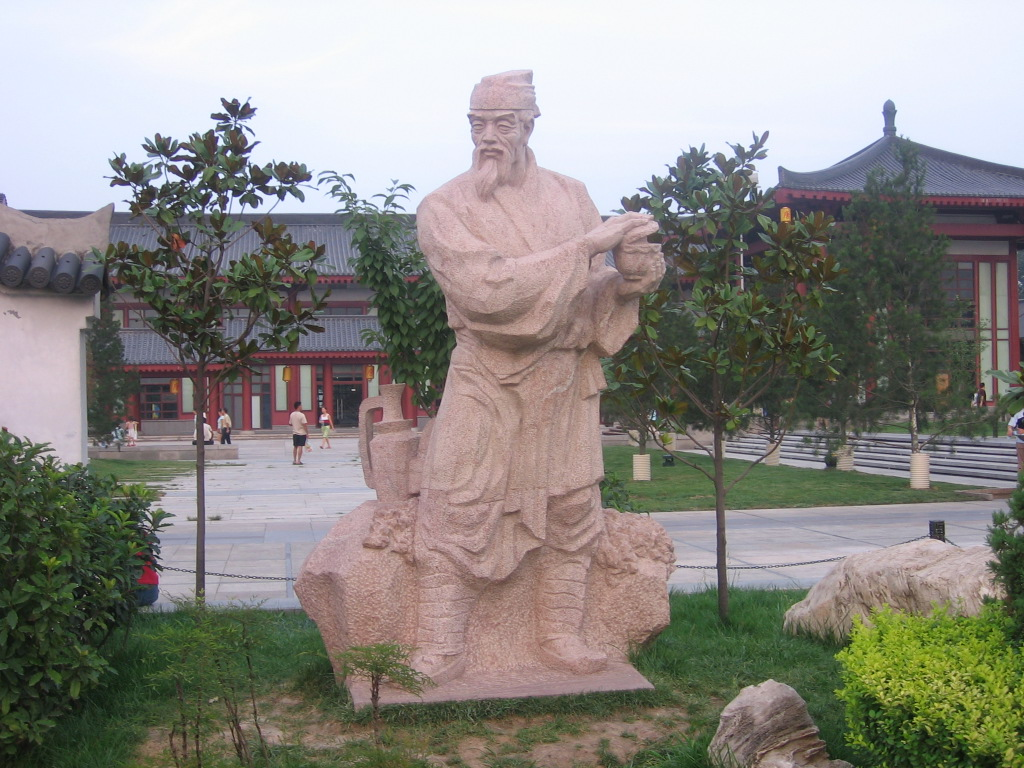
تمثال الكاتب الصيني لو يو

اشتهر بكتابته عن تقاليد الشاي في التاريخ والثقافة الصينية، من خلال كتابه «التقاليد الكلاسيكية للشاي» The Classic of Tea، وهو أول عمل عن زراعة وصنع وشرب الشاي.